# Bartolomeo Mendozzi
Bartolomeo Mendozzi (Leonessa, 1600 circa – post 1644) è stato un pittore italiano.

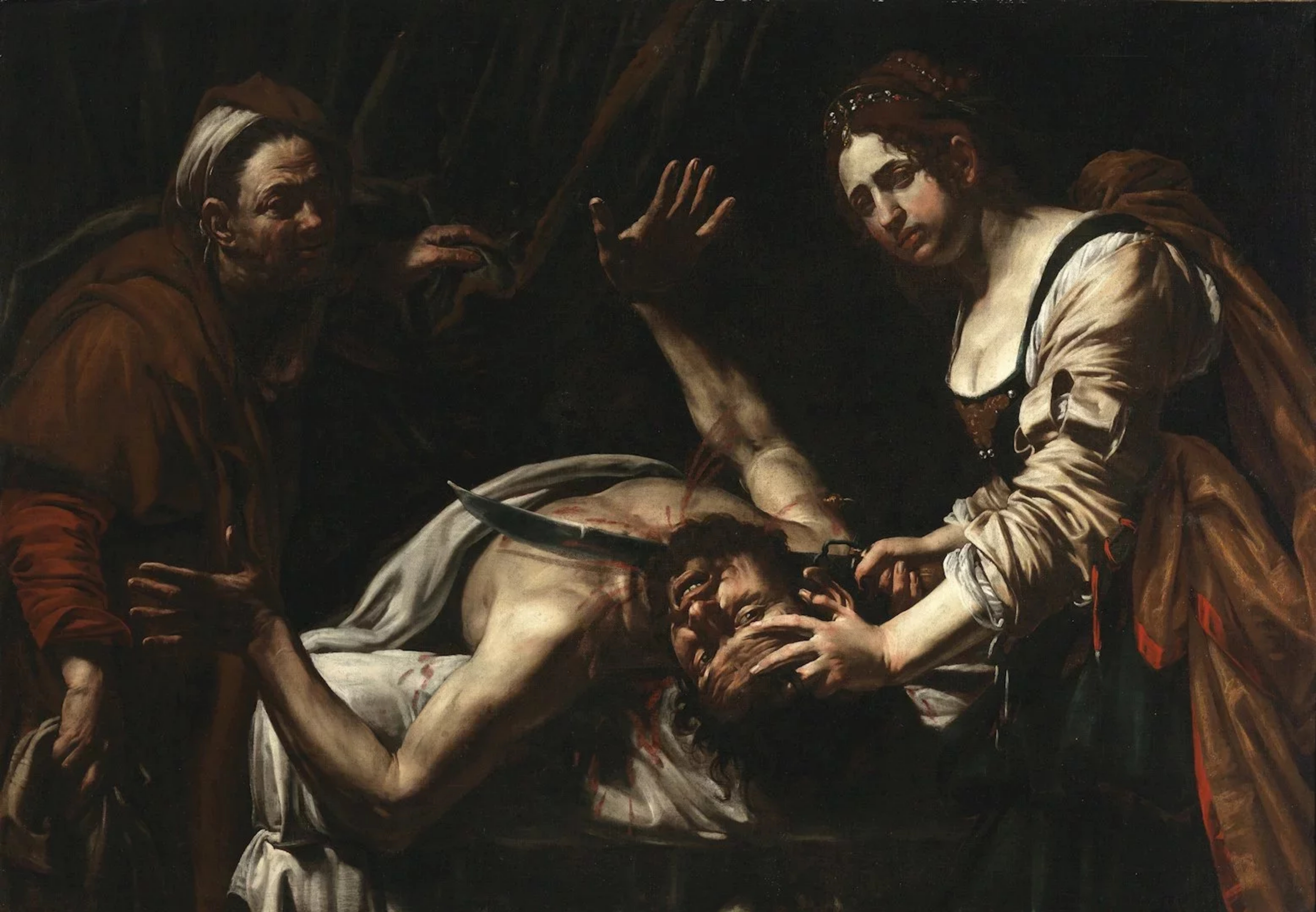
Giuditta e Oloferne, inizio del quarto decennio del XVII secolo

Non si hanno molte notizie della sua vita, ma si sa che nacque a Leonessa nel 1600 circa, che fu un allievo di Bartolomeo Manfredi e che durante la prima metà del secolo era attivo a Roma.
Secondo alcune ricerche della studiosa Francesca Curti, il pittore è da identificarsi con il cosiddetto Maestro dell'Incredulità di San Tommaso. Lo studioso Giovanni Papi, partendo dalla tela dell'Incredulità di San Tommaso (già attribuita a Jean Ducamps), che fa parte delle collezioni del Palazzo Valentini a Roma, aveva attribuito allo stesso pittore altre opere di carattere caravaggesco. Il suo stile si avvicina ad altri pittori caravaggeschi dell'epoca, come Valentin de Boulogne e Giuseppe Ribera.

## Opere

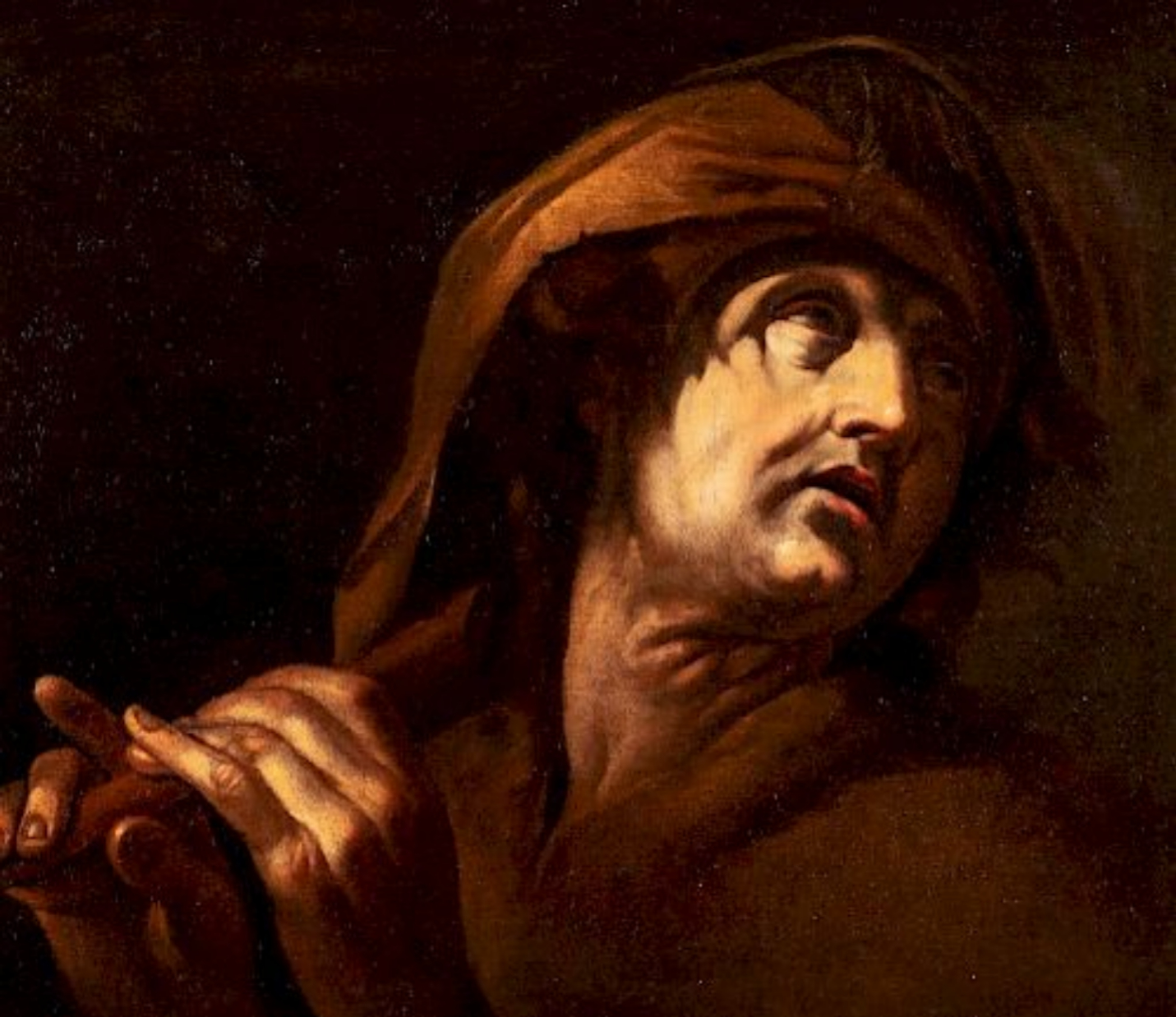
Uomo con flauto, 1640 circa

- Giuditta e Oloferne, inizio del quarto decennio del XVII secolo
- Riposo dal ritorno dalla fuga in Egitto o Madonna dell'insalata, 1640 circa[5]
- Uomo con flauto, 1640 circa[1]

- .Negazione di San Pietro 1640 circa
- Cena di Emmaus 1635 circa